# Вавженьчиці (Свентокшиське воєводство)
Вавженьчиці (пол. Wawrzeńczyce) — село в Польщі, у гміні Павлув Стараховицького повіту Свентокшиського воєводства.
Населення — 284 особи (2011).
У 1975-1998 роках село належало до Келецького воєводства.

## Демографія
Демографічна структура на день 31 березня 2011 року:
|          | Загалом | Допрацездатний вік | Працездатний вік | Постпрацездатний вік |
| -------- | ------- | ------------------ | ---------------- | -------------------- |
| Чоловіки | 140     | 39                 | 87               | 14                   |
| Жінки    | 144     | 32                 | 79               | 33                   |
| Разом    | 284     | 71                 | 166              | 47                   |